# Mikko Hyvärinen
Johannes Mikael Hyvärinen, detto Mikko (Kontiolahti, 8 gennaio 1889 – Kuopio, 6 giugno 1973), è stato un ginnasta finlandese.

## Palmarès

### Olimpiadi
- 1 medaglia:
  - 1 argento (Stoccolma 1912 nel concorso libero a squadre)